# Biblis Tholus
Il Biblis Tholus è una struttura geologica della superficie di Marte.